# Ruth Beitiaová
Ruth Beitiaová (* 1. dubna 1979 v Santanderu) celým jménem Ruth Beitia Vila je bývalá španělská atletka, výškařka s osobním maximem 202 cm a příležitostná dálkařka.
Jedná se o olympijskou vítězku z roku 2016 a trojnásobnou mistryni Evropy. Byla též halovou vicemistryni Evropy z roků 2005, 2009 a 2011 a bronzovou medailistku z halového ME 2007 a halového MS 2006. Zlatou medaili vybojovala na ME do 23 let v roce 2001.

## Kariéra
Je juniorskou mistryní Španělska (1997, 1998) v hale a na dráze. V letech 2002 – 2006 se stala několikanásobnou halovou mistryní. Španělská výškařka závodí za klub C.A.Valencia Terra i Mar pod vedením trenéra Ramóna Torralba a jedná se o jedinou Španělku, která pokořila hranici dvou metrů. Přes dva metry se poprvé přenesla 26. července 2003 v Avilés, v hale poté 21. února 2004 ve Valencii.
Na olympijských hrách v Athénách skončila v kvalifikaci, v Pekingu již skončila společně s Němkou Ariane Friedrichovou na sedmém místě. V roce 2008 pořádalo HMS Španělsko, na domácí půdě ve Valencii však skončila těsně pod stupni vítězů, na 4. místě.
Ještě dříve na halovém ME 2007 v Birminghamu skončila španělská atletka rovněž na čtvrtém místě. Později vyšlo najevo, že třetí z mistrovství Bulharka Venelina Venevová měla v lednu 2007 pozitivní dopingový nález na testosteron a bronzová medaili ji byla odebrána a dodatečně přidělena Beitiaové.
V roce 2009 zvítězila výkonem 196 cm na tradičním halovém mítinku Brněnská laťka a později také na prvním ročníku mítinku světových rekordmanů, který byl pořádán 26. února v pražské O2 aréně. O vítězství se přetahovala s českou výškařkou Ivou Strakovou, v rozeskakování však uspěla na výšce 198 cm právě Španělka. Týden na to získala stříbro na halovém ME v Turíně. Na MS v atletice 2009 v Berlíně skončila na 5. místě.
V letech 2012, 2014 a 2016 zvítězila v soutěži výškařek na mistrovství Evropy. V roce 2015 a 2016 se stala celkovou vítězkou Diamantové ligy ve skoku do výšky.
Největšího úspěchu dosáhla v závěru své výškařské kariéry. Na olympiádě v Rio de Janeiro v roce 2016 v soutěži výškařek zvítězila a stala se olympijskou vítězkou. O rok později startovala na světovém šampionátu v Londýně. Z kvalifikace postoupila do finále, zde však obsadil dvanácté místo. Krátce po mistrovství světa ukončila svoji sportovní kariéru.

## Úspěchy 1995 - 2005
| Rok  | Závod                              | Místo                 | Umístění    | Výkon  |
| ---- | ---------------------------------- | --------------------- | ----------- | ------ |
| 1995 | Mistrovství Evropy juniorů         | Nyíregyháza, Maďarsko | kvalifikace | 1,76 m |
| 1996 | Mistrovství světa juniorů          | Sydney, Austrálie     | kvalifikace | 1,79 m |
| 1997 | Mistrovství Evropy juniorů         | Lublaň, Slovinsko     | 9.          | 1,82 m |
| 1998 | Mistrovství světa juniorů          | Annecy, Francie       | 8.          | 1,80 m |
| 2001 | HMS 2001                           | Lisabon, Portugalsko  | 7.          | 1,93 m |
| 2001 | Mistrovství Evropy do 23 let       | Amsterdam, Nizozemsko | 1.          | 1,87 m |
| 2002 | HME 2002                           | Vídeň, Rakousko       | kvalifikace | 1,89 m |
| 2002 | Mistrovství Evropy v atletice 2002 | Mnichov, Německo      | 11.         | 1,85 m |
| 2002 | Světový pohár                      | Madrid, Španělsko     | 6.          | 1,91 m |
| 2003 | HMS 2003                           | Birmingham, Anglie    | 5.          | 1,96 m |
| 2003 | Evropský pohár v atletice          | Florencie, Itálie     | 2.          | 1,95 m |
| 2003 | Mistrovství světa v atletice 2003  | Paříž, Francie        | 11.         | 1,90 m |
| 2004 | Evropský halový pohár              | Lipsko, Německo       | 3.          | 1,93 m |
| 2004 | HMS 2004                           | Budapešť, Maďarsko    | kvalifikace | 1,93 m |
| 2004 | Letní olympijské hry 2004          | Athény, Řecko         | kvalifikace | 1,89 m |
| 2005 | HME 2005                           | Madrid, Španělsko     | 2.          | 1,99 m |
| 2005 | Evropský pohár v atletice          | Gävle, Švédsko        | 2.          | 1,92 m |
| 2005 | Středomořské hry                   | Almería, Španělsko    | 1.          | 1,95 m |
| 2005 | Mistrovství světa v atletice 2005  | Helsinky, Finsko      | kvalifikace | 1,88 m |
| 2005 | Světové atletické finále           | Monte Carlo, Monako   | 7.          | 1,89 m |

## Úspěchy 2006 - 2010
| Rok  | Závod                              | Místo               | Umístění | Výkon  |
| ---- | ---------------------------------- | ------------------- | -------- | ------ |
| 2006 | HMS 2006                           | Moskva, Rusko       | 3.       | 1,98 m |
| 2006 | Evropský pohár v atletice          | Málaga, Španělsko   | 2.       | 1,95 m |
| 2006 | Mistrovství Evropy v atletice 2006 | Göteborg, Švédsko   | 9.       | 1,92 m |
| 2006 | Světové atletické finále           | Stuttgart, Německo  | 6.       | 1,90 m |
| 2007 | HME 2007                           | Birmingham, Anglie  | 3.       | 1,96 m |
| 2007 | Evropský pohár v atletice          | Mnichov, Německo    | 2.       | 1,98 m |
| 2007 | Mistrovství světa v atletice 2007  | Ósaka, Japonsko     | 6.       | 1,97 m |
| 2007 | Světové atletické finále           | Stuttgart, Německo  | 7.       | 1,94 m |
| 2008 | Evropský halový pohár              | Moskva, Rusko       | 2.       | 1,98 m |
| 2008 | HMS 2008                           | Valencie, Španělsko | 4.       | 1,99 m |
| 2008 | Letní olympijské hry 2008          | Peking, Čína        | 7.       | 1,96 m |
| 2008 | Světové atletické finále           | Stuttgart, Německo  | 8.       | 1,94 m |
| 2009 | HME 2009                           | Turín, Itálie       | 2.       | 1,99 m |
| 2009 | Mistrovství Evropy družstev        | Leiria, Portugalsko | 2.       | 2,00 m |
| 2009 | Mistrovství světa v atletice 2009  | Berlín, Německo     | 5.       | 1,99 m |
| 2009 | Světové atletické finále           | Soluň, Řecko        | 7.       | 1,90 m |